# Макро-аравачки језици
Макро-аравачки језици су хипотетичка макро-породица језика, којој припада велики број језика староседелачких народа Јужне Америке и Кариба. У оквиру ове групације најзначајнија је аравачка породица језика.
Понекад се за макро-аравачке језике користи назив аравачки језици и тада се за аравачке језике користи назив мајпурски језици.

## Класификација
Према Кауфману у макро-аравачке језике спадају:
- Аравачки језици (или мајпурски језици)
- Аравански језици
- Гуахибски језици
- Кандошки језик

Према Пејну и Дарбиширу у макро-аравачке језике спадају:
- Аравачки језици (или мајпурски језици)
- Аравански језици
- Гуахибски језици
- Пукински језик
- Харамбутски језици